# Frederick Elmes
Frederick Elmes, ASC (nascut el 4 de novembre de 1946) és un director de fotografia estatunidenc, conegut per la seva associació amb el cinema independent. Ha col·laborat durant molt temps amb els directors David Lynch, Ang Lee, Charlie Kaufman, Jim Jarmusch, i Todd Solondz. Ha guanyat el Premi Independent Spirit a la millor fotografia dues vegades, per Cor salvatge i La nit a la Terra, i un Primetime Emmy a la millor fotografia per a una sèrie limitada per The Night Of.

## Vida i carrera
Nascut a Mountain Lakes (Nova Jersey), Elmes va estudiar fotografia a l'Rochester Institute of Technology, després va assistir a l'American Film Institute a Los Angeles i es va graduar el 1972. Es va matricular. al Programa de Postgrau de Cinema al Departament de Cinema i Televisió de la Universitat de Nova York i es va graduar el 1975.
A l'American Film Institute, Elmes va conèixer l'aspirant director de cinema David Lynch, que el va contractar per a Eraserhead. Des de llavors, tots dos han col·laborat a Vellut blau i Cor salvatge. Elmes is also a frequent collaborator with directors Ang Lee and Jim Jarmusch. Ha estat membre de l'American Society of Cinematographers des del 1993.

## Filmografia

### Llargmetratges
| Any  | Títol                                     | Director         | Notes |
| ---- | ----------------------------------------- | ---------------- | --- |
| 1977 | Breakfast in Bed                          | William Haugse   | |
| 1977 | Eraserhead                                | David Lynch      | Amb Herbert Cardwell |
| 1983 | El meu estimat rebel                      | Martha Coolidge  | |
| 1985 | Les mines del rei Salomó                  | J. Lee Thompson  | Amb Álex Phillips Jr. |
| 1986 | Allan Quatermain a la ciutat perduda d'or | Gary Nelson      | Amb Álex Phillips Jr. |
| 1986 | Vellut blau                               | David Lynch      | Premi de la Boston Society of Film Critics a la millor fotografia National Society of Film Critics Award a la millor fotografia Premi a la millor fotografia del Festival de Sitges< br>Nominada- Premi Independent Spirit a la millor fotografia Nominada- New York Film Critics Circle Award al millor director de fotografia |
| 1986 | River's Edge                              | Tim Hunter       | |
| 1988 | Permanent Record                          | Marisa Silver    | |
| 1990 | Cold Dog Soup                             | Alan Metter      | |
| 1990 | Cor salvatge                              | David Lynch      | Premi Independent Spirit a la millor fotografia |
| 1991 | La nit a la Terra                         | Jim Jarmusch     | Premi Independent Spirit a la millor fotografia |
| 1993 | Àngels sense cel                          | Tim Hunter       | |
| 1994 | Trial by Jury                             | Heywood Gould    | |
| 1995 | Reckless                                  | Norman René      | |
| 1996 | The Empty Mirror                          | Barry J. Hershey | Premi Fantasporto Directors' Week a la millor fotografia Premi especial d'or del jurat de WorldFest-Houston a la millor fotografia |
| 1997 | La tempesta de gel                        | Ang Lee          | Nominated- Premi de l'Associació de Crítics de Cinema de Chicago a la millor fotografia Nominada- Premi Chlotrudis a la millor fotografia |
| 1998 | The Object of My Affection                | Nicholas Hytner  | |
| 1999 | Cavalca amb el diable                     | Ang Lee          | |
| 2000 | Chain of Fools                            | Traktor          | |
| 2001 | Storytelling                              | Todd Solondz     | |
| 2002 | Trapped                                   | Luis Mandoki     | With Piotr Sobociński |
| 2003 | Hulk                                      | Ang Lee          | |
| 2003 | Coffee and Cigarettes                     | Jim Jarmusch     | |
| 2004 | Kinsey                                    | Bill Condon      | |
| 2005 | Flors trencades                           | Jim Jarmusch     | |
| 2006 | The Namesake                              | Mira Nair        | |
| 2008 | Synecdoche, New York                      | Charlie Kaufman  | |
| 2009 | Brothers                                  | Jim Sheridan     | |
| 2009 | Bride Wars                                | Gary Winick      | |
| 2010 | House Keeping                             | Johan Renck      | |
| 2012 | A Late Quartet                            | Yaron Zilberman  | |
| 2013 | Horns                                     | Alexandre Aja    | |
| 2016 | Paterson                                  | Jim Jarmusch     | |
| 2017 | Wilson                                    | Craig Johnson    | |
| 2019 | The Dead Don't Die                        | Jim Jarmusch     | |
| 2019 | The Jesus Rolls                           | John Turturro    | |

#### Crèdits addicionals de fotografia
| Any  | Títol                           | Director        | DoP.                 | Notes                       |
| ---- | ------------------------------- | --------------- | -------------------- | --------------------------- |
| 1972 | Invasion of the Blood Farmers   | Ed Adlum        | Roberta Findlay      | Càmera assistent            |
| 1974 | A Woman Under the Influence     | John Cassavetes | Al Ruban Mitch Breit | Càmera assistent            |
| 1976 | The Killing of a Chinese Bookie | John Cassavetes | Al Ruban Mitch Breit | Càmera assistent            |
| 1977 | Young Lady Chatterley           | Alan Roberts    | Bob Brownell         | Càmera assistent            |
| 1977 | Opening Night                   | John Cassavetes | Al Ruban             | Operador de càmera          |
| 1979 | A Force of One                  | Paul Aaron      | Roger Shearman       | Operador de càmera          |
| 1979 | Real Life                       | Albert Brooks   | Eric Saarinen        | Fotografia addicional       |
| 1981 | Modern Romance                  | Albert Brooks   | Eric Saarinen        | Fotografia addicional       |
| 1984 | Dune                            | David Lynch     | Freddie Francis      | Fotografia addicional       |
| 1984 | Aurora roja                     | John Milius     | Ric Waite            | Fotografia de segona unitat |
| 1985 | Real Genius                     | Martha Coolidge | Vilmos Zsigmond      | Fotografia de segona unitat |
| 1998 | The Object of My Affection      | Nicholas Hytner | Oliver Stapleton     | Fotografia addicional       |

### Curtmetratges
| Any  | Títol                                     | Director                    | Notes                                     |
| ---- | ----------------------------------------- | --------------------------- | ----------------------------------------- |
| 1974 | The Amputee                               | David Lynch                 |                                           |
| 1976 | Number One                                | Dyan Cannon                 |                                           |
| 1978 | The Flight of the Gossamer Condor         | Ben Shedd                   |                                           |
| 1987 | Liebestod                                 | Franc Roddam                | Segment d'Aria                            |
| 1988 | Speed Demon Smooth Criminal Come Together | Jerry Kramer Colin Chilvers | Segments de Moonwalker                    |
| 2001 | Chosen                                    | Ang Lee                     | Segment de The Hire                       |
| 2002 | Int. Trailer Night                        | Jim Jarmusch                | Segment de Ten Minutes Older: The Trumpet |
| 2017 | Hair                                      | John Turturro               |                                           |

### Documentals
| Any  | Títol                                               | Director                         | Notes |
| ---- | --------------------------------------------------- | -------------------------------- | ----- |
| 1970 | Street Scenes                                       | Martin Scorsese                  |       |
| 1983 | Citizen: The Political Life of Allard K. Lowenstein | Julie M. Thompson                |       |
| 1985 | Broken Rainbow                                      | Maria Florio Victoria Mudd       |       |
| 1987 | Heaven                                              | Diane Keaton                     |       |
| 1990 | Hollywood Mavericks                                 | Florence Dauman Dale Ann Stieber |       |

### Televisió
| Any  | Títol                                      | Director                  | Nota |
| ---- | ------------------------------------------ | ------------------------- | --- |
| 1987 | Conspiracy: The Trial of the Chicago 8     | Jeremy Kagan              | Television film                                                                                                   |
| 1988 | Tales from the Hollywood Hills: Closed Set | Mollie Miller             | Television film                                                                                                   |
| 1988 | The French as Seen by...                   | Werner Herzog David Lynch | minisèrie; 2 episodis                                                                                             |
| 1997 | In the Gloaming                            | Christopher Reeve         | Telefilm Nominated- Primetime Emmy Award for Outstanding Cinematography for a Limited Series                      |
| 1998 | The Wedding                                | Charles Burnett           | Minisèrie; 2 episodis                                                                                             |
| 2014 | Olive Kitteridge                           | Lisa Cholodenko           | minisèrie; 4 episodis                                                                                             |
| 2016 | The Night Of                               | Steven Zaillian           | minisèrie; 4 episodis Primetime Emmy Award for Outstanding Cinematography for a Limited Series ("Ordinary Death") |
| 2018 | The Looming Tower                          | Michael Slovis Craig Zisk | minisèrie; 4 episodis                                                                                             |